# 吉野裕太郎
吉野 裕太郎（よしの ゆうたろう、1996年10月18日 - ）は、神奈川県出身のプロサッカー選手。ポジションはディフェンダー（DF）。

## 来歴
Y.S.C.C.アカデミークラスを経て、中学校年代はFC COJBジュニアユースに所属。中学校卒業後にブラジルへ渡り、現地の学校に通いながらプロを目指した。
2016年、カンピオナート・カピシャーバ・セリエA（州1部相当）のSCリニャレンセとプロ契約を結んだ。2017年は、カンピオナート・パウリスタ・セグンダ・ジヴィゾン（州4部相当）のADグアルーリョスでプレーした。
2018年、関東リーグ2部のエスペランサSCへ加入。2019年9月、神奈川県リーグ2部のY.S.C.C.セカンドへ移籍加入した。2020年より、トップチームのJ3リーグ・Y.S.C.C.横浜へ昇格した。

## 所属クラブ
- Y.S.C.C.アカデミークラス
- FC COJBジュニアユース
- ECウニオン・スザノU20（英語版）
- 2016年  SCリニャレンセ（ポルトガル語版）
- 2017年  ADグアルーリョス（英語版）
- 2018年 - 2019年9月  エスペランサSC
- 2019年9月 - 同年12月  Y.S.C.C.セカンド
- 2020年 -  横浜スポーツ&カルチャークラブ

## 個人成績
| 国内大会個人成績 | 国内大会個人成績 | 国内大会個人成績 | 国内大会個人成績 | 国内大会個人成績 | 国内大会個人成績 | 国内大会個人成績 | 国内大会個人成績 | 国内大会個人成績 | 国内大会個人成績 | 国内大会個人成績 | 国内大会個人成績 |
| 年度             | クラブ           | 背番号           | リーグ           | リーグ戦         | リーグ戦         | リーグ杯         | リーグ杯         | オープン杯       | オープン杯       | 期間通算         | 期間通算         |
| 年度             | クラブ           | 背番号           | リーグ           | 出場             | 得点             | 出場             | 得点             | 出場             | 得点             | 出場             | 得点             |
| 日本             | 日本             | 日本             | 日本             | リーグ戦         | リーグ戦         | リーグ杯         | リーグ杯         | 天皇杯           | 天皇杯           | 期間通算         | 期間通算         |
| ---------------- | ---------------- | ---------------- | ---------------- | ---------------- | ---------------- | ---------------- | ---------------- | ---------------- | ---------------- | ---------------- | ---------------- |
| 2018             | エスペランサ     | 22               | 関東2部          | 14               | 0                | -                | -                | -                | -                | 14               | 0                |
| 2019             | エスペランサ     | 22               | 関東2部          | 6                | 0                | -                | -                | -                | -                | 6                | 0                |
| 2019             | YS横浜2          | 33               | 神奈川県2部A     |                  |                  | -                | -                | -                | -                |                  |                  |
| 2020             | YS横浜           | 17               | J3               | 7                | 0                | -                | -                | -                | -                | 7                | 0                |
| 2021             | YS横浜           | 17               | J3               | 0                | 0                | -                | -                | 0                | 0                | 0                | 0                |
| 通算             | 日本             | 日本             | J3               | 7                | 0                | -                | -                | -                | -                | 7                | 0                |
| 通算             | 日本             | 日本             | 関東2部          | 20               | 0                | -                | -                | -                | -                | 20               | 0                |
| 通算             | 日本             | 日本             | 神奈川県2部A     |                  |                  | -                | -                | -                | -                |                  |                  |
| 総通算           | 総通算           | 総通算           | 総通算           |                  |                  | -                | -                |                  |                  |                  |                  |

## タイトル

### クラブ
Y.S.C.C.セカンド
- 神奈川県社会人サッカーリーグ2部Aブロック：1回（2019年）